# Rüdiger Seitz
Rüdiger  Seitz (Leoben, 24 de janeiro de 1927 — Viena, 29 de dezembro de 1991) foi um compositor austríaco.

## Obra
- Christ ist erstanden - Kleine Choralmotette
- Klaviersonate 1972
- Nocturno - Lied nach einem Gedicht von Juan Ramón Jiménez
- Variationen über ein altes Volkslied - für Klavier
- Sonate für Blockflöte, Klarinette und Klavier
- Drei Lieder nach Gedichten von Gottfried Benn
- Vierzehn alte Liebeslieder - für mittlere Singstimme, Violine und Violoncello oder Tasteninstrument
- Ich wollt, daß ich daheime wär - Kleine Choralmotette für gemischten Chor a cappella
- Um hier zu leben - Fünf Lieder nach Gedichten von Paul Eluard
- Kleine Suite für Klavier
- Sieben Lieder für gemischten Chor
- Epigramme - für Klavier
- Testament - Lied nach einem Gedicht von Zbigniew Herbert
- Vier Lieder nach Gedichten von Giuseppe Ungaretti
- Zwei kanonische Volkslieder für Kammerchor - für vierstimmigen gemischten Chor a cappella
- Klaviersonate
- Lieder für Stimme und Klavier
- Zwölf Lieder über die zwölf Monate - für vierstimmigen gemischten Chor a cappella
- Tag für Tag - Kindertotenlieder nach Gedichten von Giuseppe Ungaretti
- Fünf Lieder nach Gedichten von Rafael Alberti
- Drei Lieder nach Gedichten von Rafael Alberti
- Neun Bagatellen - für Klavier
- Über ein Kleines - Lied nach dem Gedicht eines unbekannten Dichters
- Zehn Lieder nach Gedichten von Federico García Lorca
- Lieder und lyrische Aphorismen
- Sonatine 1955 - für Klavier
- Sechs Lieder nach Gedichten von Rainer Maria Rilke
- Vier Lieder nach Gedichten von Antonio Machado
- Klaviersonate 1962
- Chanson finale - Lied nach einem Gedicht von Francis Picabia
- Der Regenbogen - 45 leichte Fünftonstücke für Klavier in freier Tonalität
- Vier Lieder nach Gedichten von Jean Follain
- Vier Lieder für Kammerchor
- Alles, so weit die Laute reicht - Sieben Lieder nach Gedichten von Alberto Baeza Flores
- Leben - Sechs Lieder nach Gedichten von Jean Follain
- Geistliches Lied - für Oberchor a cappella
- Drei ernste Lieder nach Worten von Rainer Maria Rilke
- Es steht ein Lind' in jenem Tal - Bauerntanz und Volkslied für Flöte und Klavier
- Aperçus - Zwölf transparente Stücke für Klavier
- Klaviersonate 1960
- Vier romantische Tänze - für 2 Blockflöten, Violine und Violoncello
- Zwei Lieder nach Gedichten von Johannes Bobrowski
- Drei Lieder vom Tode - nach Worten von Rainer Maria Rilke
- Motetus Michaelis - für vierstimmigen gemischten Chor
- Ich wollt, daß ich daheime wär - Kleines Kammerkonzert für gemischten Chor, Streichorchester und 4 Bläser
- Lobe den Herrn - Kleine Choralmotette
- Drei Choralvorspiele für Orgel
- Zwei Volkslieder für dreistimmigen Kinderchor a cappella
- Geistliches Trinklied der Nonnen vom Niederrhein - für vierstimmigen gemischten Chor a cappella
- Es ist ein Wort ergangen - Geistliches Duett für zwei gleiche Stimmen
- Zwei Postludien für Orgel
- Zwei Lieder für Kammerchor - für vierstimmigen gemischten Chor a cappella
- Zwei Volkslieder - für dreistimmigen gemischten Chor a cappella
- 24 Volkslieder - für ein- bis zweistimmigen (Kinder-)Chor und ein bis zwei Blockflöten